# Silbermannovo ladění
Silbermannovo ladění je metoda ladění varhan  Gottfriedem Silbermannem. 

I když o varhanách významného německého varhanáře  Gottfrieda Silbermanna
existuje množství literatury, je naše faktické ponětí o tom, jak Silbermann své varhany ladil,
jen velmi skrovné a z větší části se zakládá na popisu dvou varhaníků. Prvním byl Georg Andreas Sorge
z Lobensteinu, druhým byl Arthur Eger, varhaník dómu ve Freibergu.
Silbermannovo ladění, které se pokusil zrekonstruovat Sorge, se v literatuře označuje jako ladění Silbermann-Sorge
anebo jako Silbermann II. Na první pohled vypadá jako ladění středotónové,
tj. řada jedenácti zúžených kvint od Dis do Gis, která na svých koncích vytváří vlka.
Na rozdíl od středotónových kvint jsou zúžené méně: tzv. Silbermannova kvinta je oproti
čisté kvintě zúžená pouze o 1/6 pythagorejského komatu a tím pádem i Silbermannův vlk
je oproti středotónovému vlku přibližně poloviční.
Je známo, že takto zúženou kvintu používal již před dvěma sty lety Arnolt Schlick.
(Ten však tohoto vlka ještě dále dělil a umenšoval – viz Schlickovo ladění.)
Silbermannovo-Sorgeho ladění si proto můžeme representovat poměrně jednoduchou tabulkou
kvintového kruhu:
| Kvinty                                                                        | Poměr frekvencí                                                                              | Popis                                                                              | Centy |
| ----------------------------------------------------------------------------- | -------------------------------------------------------------------------------------------- | ---------------------------------------------------------------------------------- | ----- |
| Dis – B B – F F – C C – G G – D D – A A – E E – H H – Fis Fis – Cis Cis – Gis | {\displaystyle {\frac {3}{2}}:\left({\frac {3^{12}}{2^{19}}}\right)^{\frac {1}{6}}=1.496616} | Silbermannova kvinta: čistá kvinta zmenšená o jednu šestinu pythagorejského komatu | 698   |
| Gis – Dis                                                                     | {\displaystyle {\frac {3}{2}}.\left({\frac {3^{12}}{2^{19}}}\right)^{\frac {5}{6}}=1.517035} | Silbermannův vlk: čistá kvinta zvětšená o pět šestin pythagorejského komatu        | 724   |